# شهرستان سیبلی (مینه‌سوتا)
شهرستان سیبلی، مینه‌سوتا (به انگلیسی: Sibley County, Minnesota) شهرستانی در ایالات متحده آمریکا است که در مینه‌سوتا واقع شده‌است.